# La Lande-d’Airou
La Lande-d’Airou ist eine französische Gemeinde mit 535 Einwohnern (Stand 1. Januar 2022)  im Département Manche in der Region Normandie. Sie gehört zum Kanton Villedieu-les-Poêles-Rouffigny und zum Arrondissement Saint-Lô. 
Die Gemeinde wird vom namengebenden Fluss Airou tangiert. Sie grenzt im Nordwesten an Champrepus, im Nordosten an Fleury, im Osten und im Südosten an Villedieu-les-Poêles-Rouffigny, im Süden an Bourguenolles und im Südwesten und im Westen an Le Tanu.

## Bevölkerungsentwicklung
| Jahr      | 1962 | 1968 | 1975 | 1982 | 1990 | 1999 | 2008 | 2018 |
| --------- | ---- | ---- | ---- | ---- | ---- | ---- | ---- | ---- |
| Einwohner | 580  | 535  | 472  | 455  | 458  | 482  | 504  | 524  |

## Sehenswürdigkeiten
- Kirche Saint-Martin, Monument historique seit 1987
- Marienstatue
- Taubenschlag
- Schloss

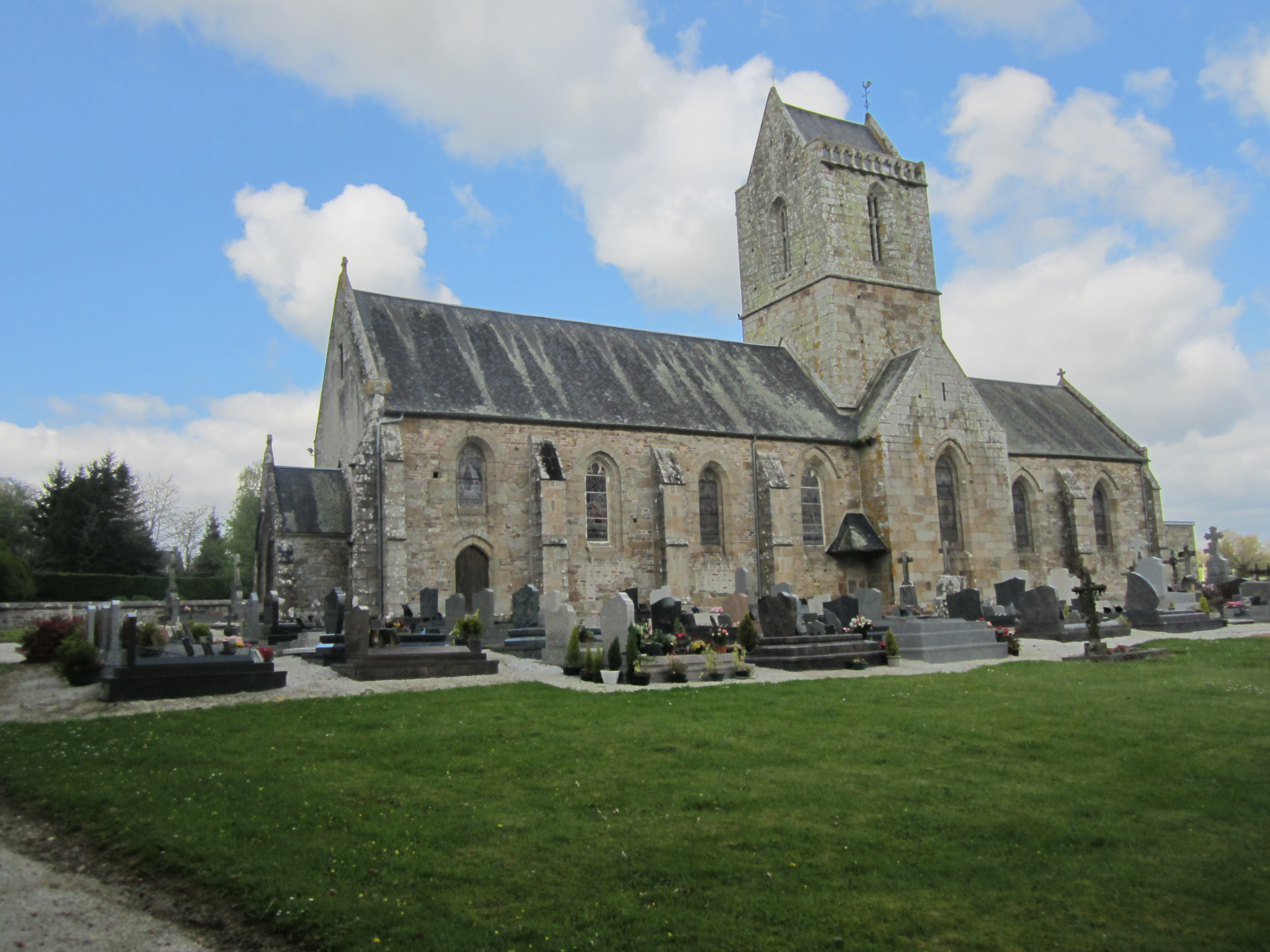
Kirche Saint-Martin
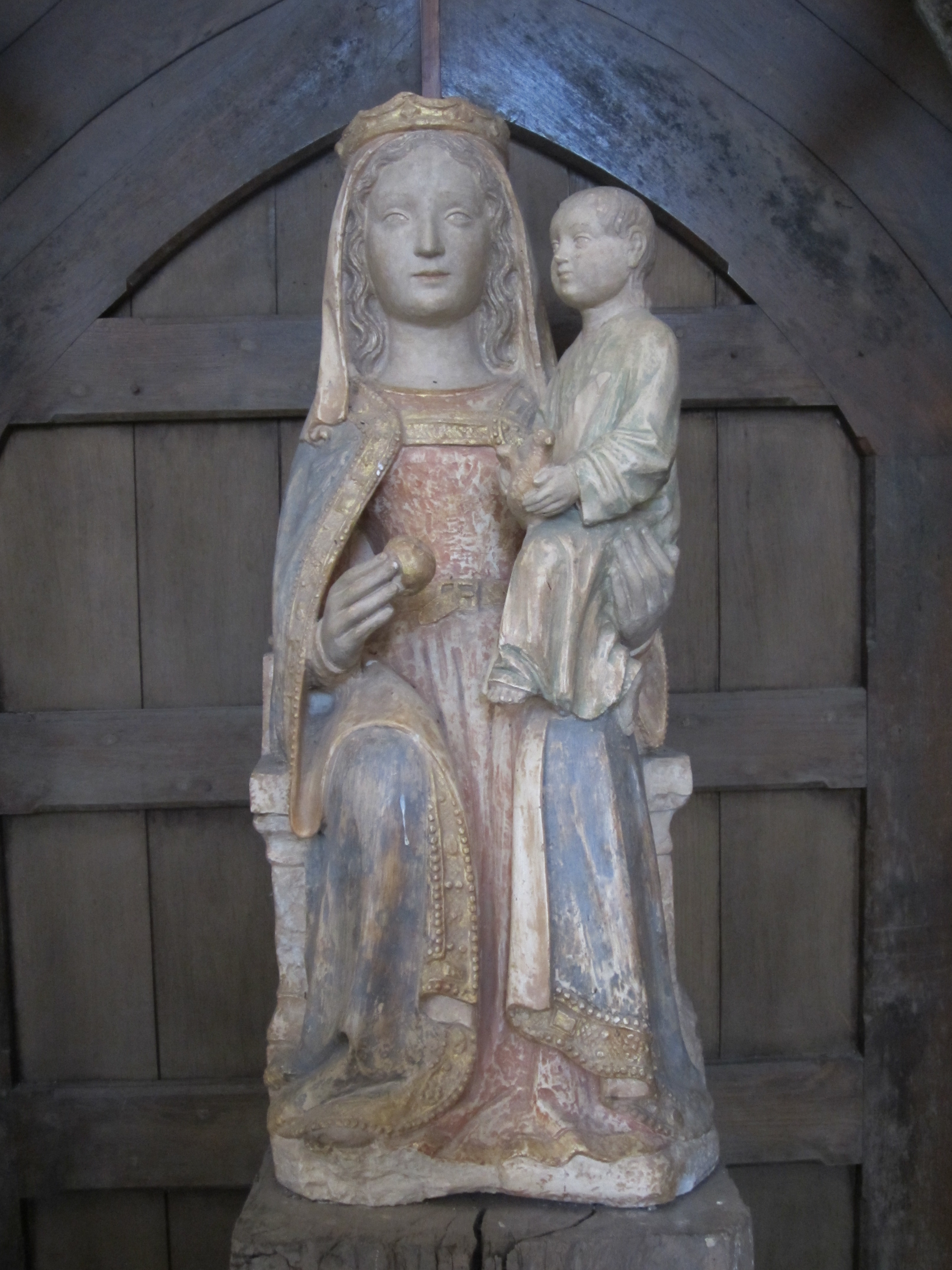
Marienstatue; im Hintergrund ein Kirchentor
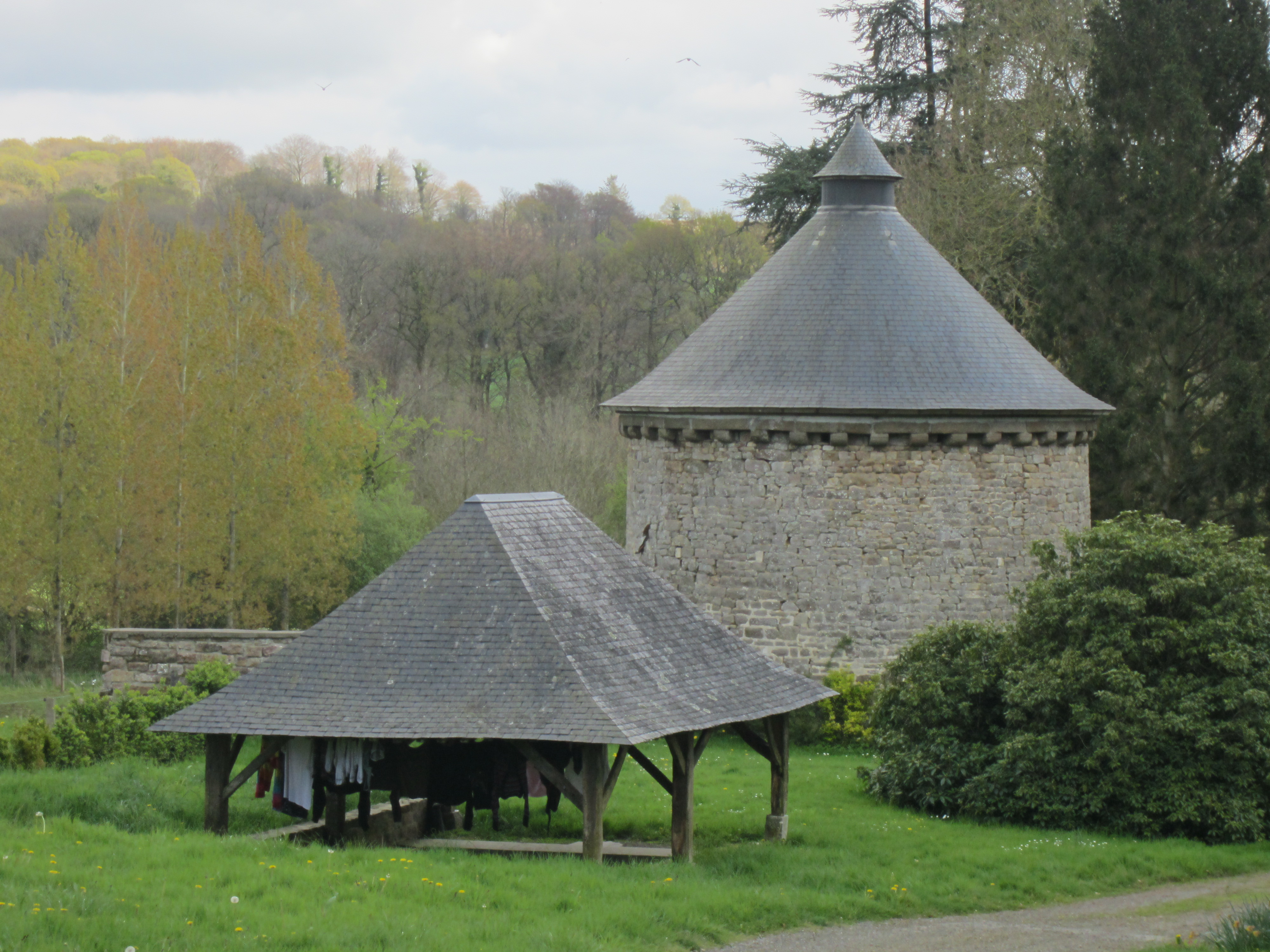
Taubenschlag von La Lande-d’Airou
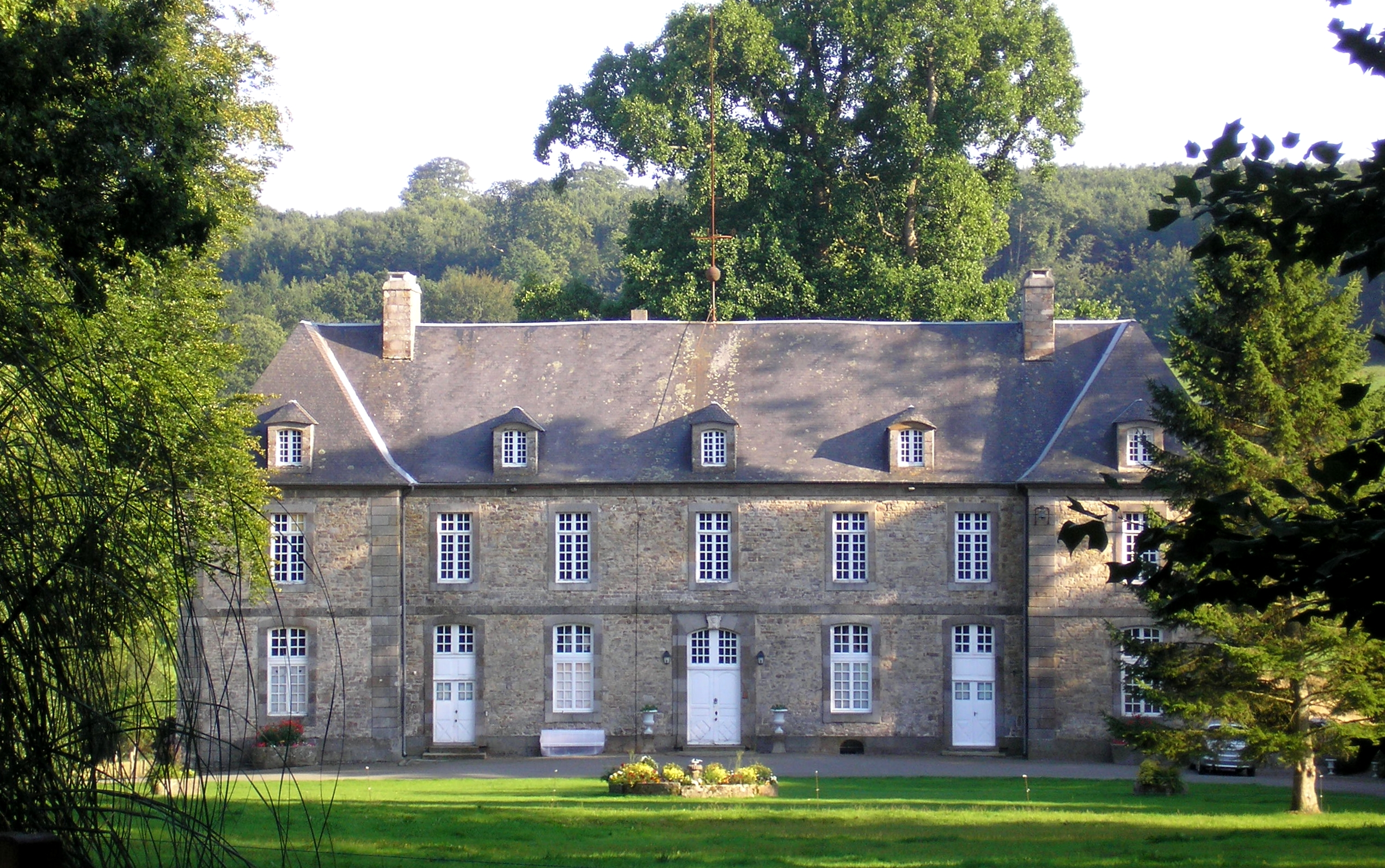
Schloss
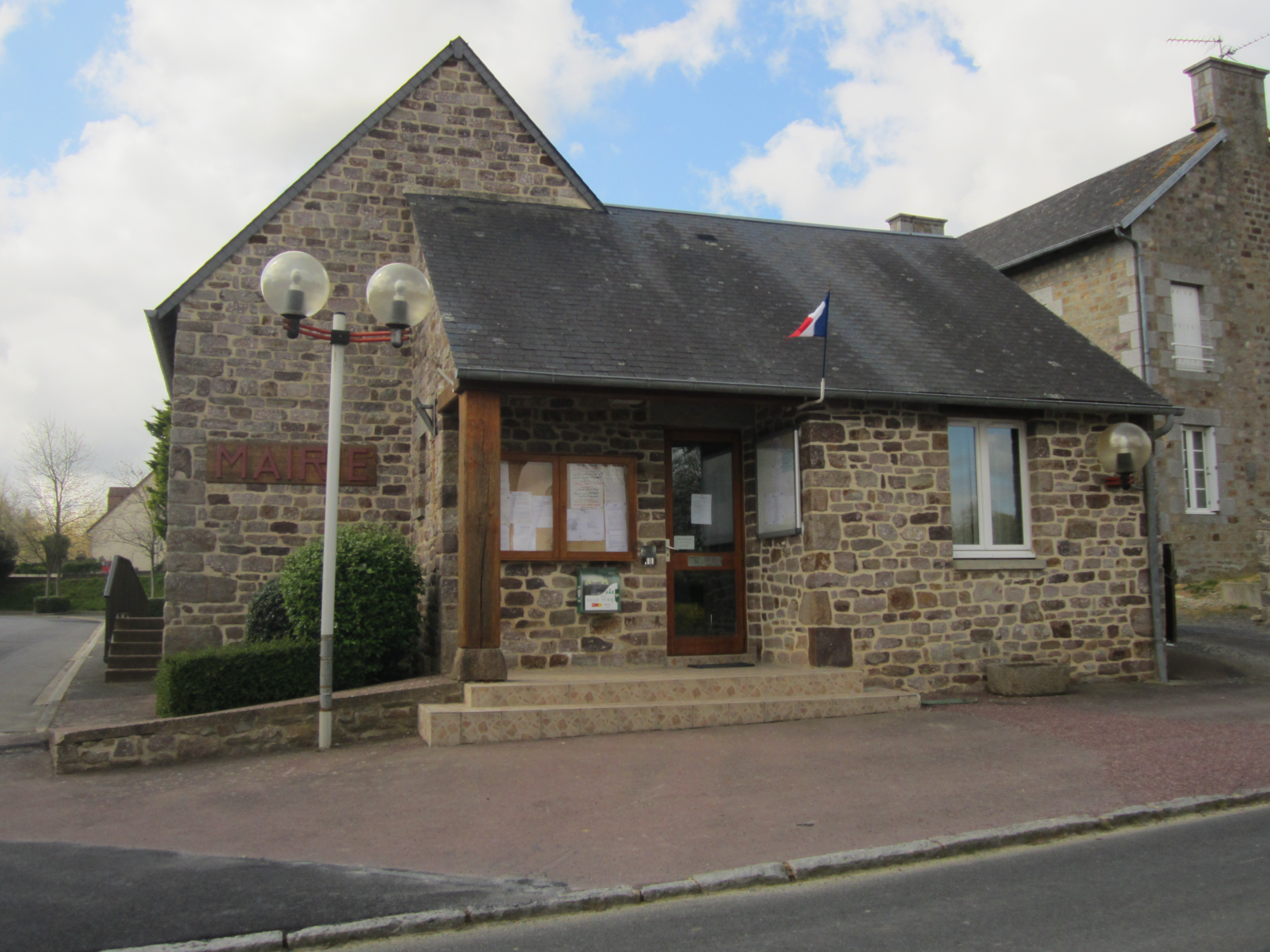
Rathaus (Mairie)
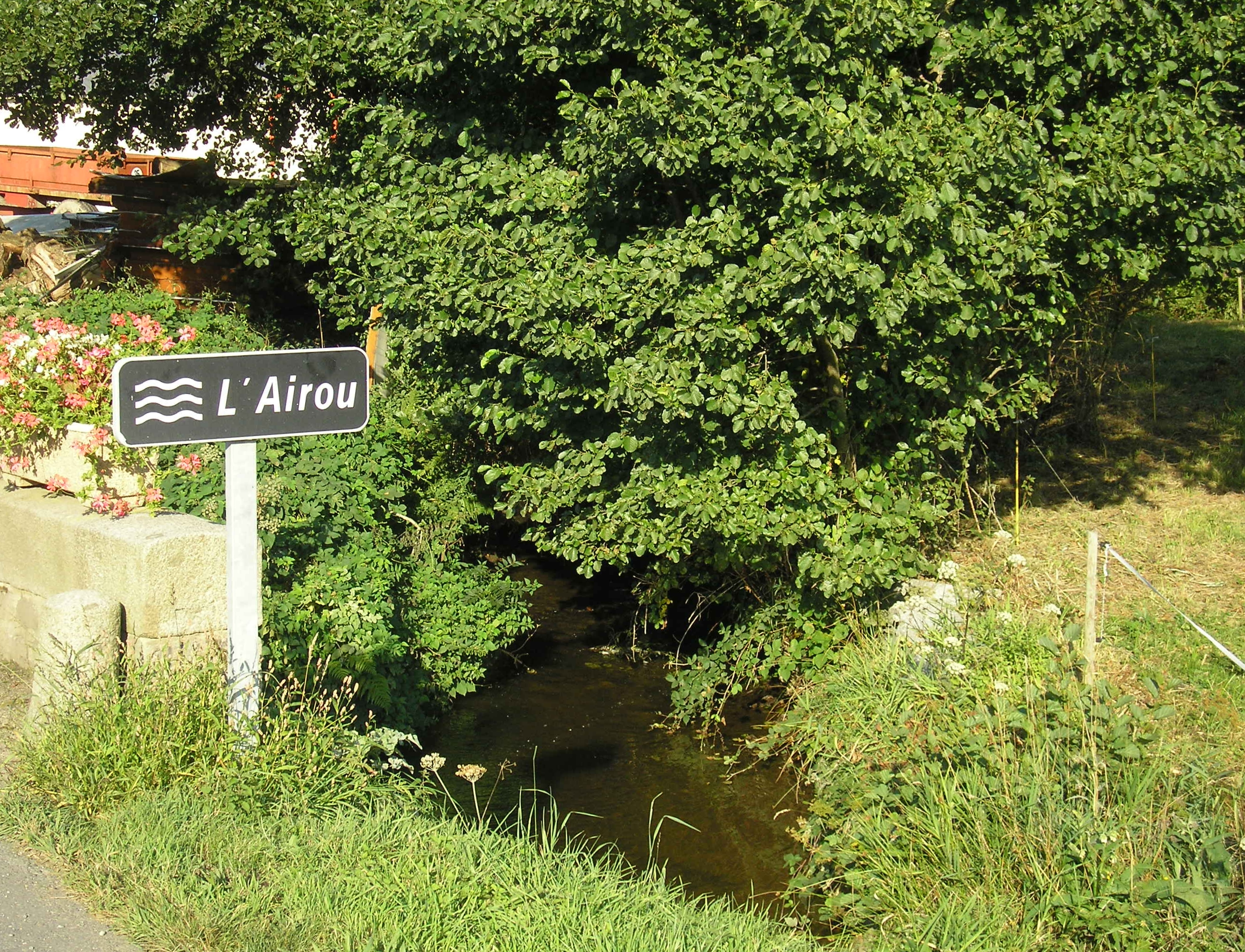
Das namengebende Flüsschen Airou